# Încoronarea Fecioarei Maria
Încoronarea Fecioarei Maria este o temă iconografică apuseană preluată în iconografia postbizantină în secolul al XVIII-lea.

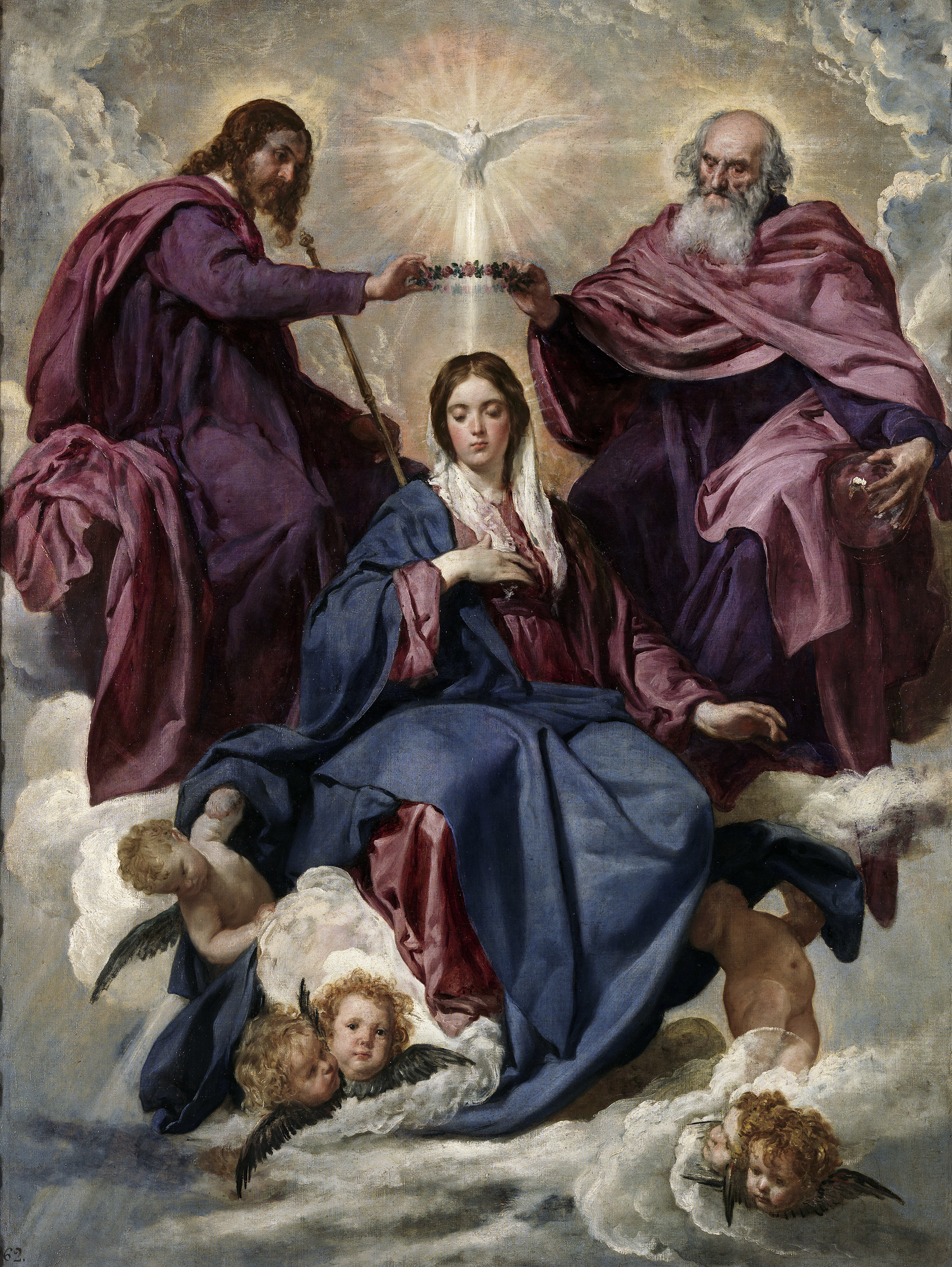
Încoronarea Fecioarei (pictură de Velázquez), Muzeul Prado
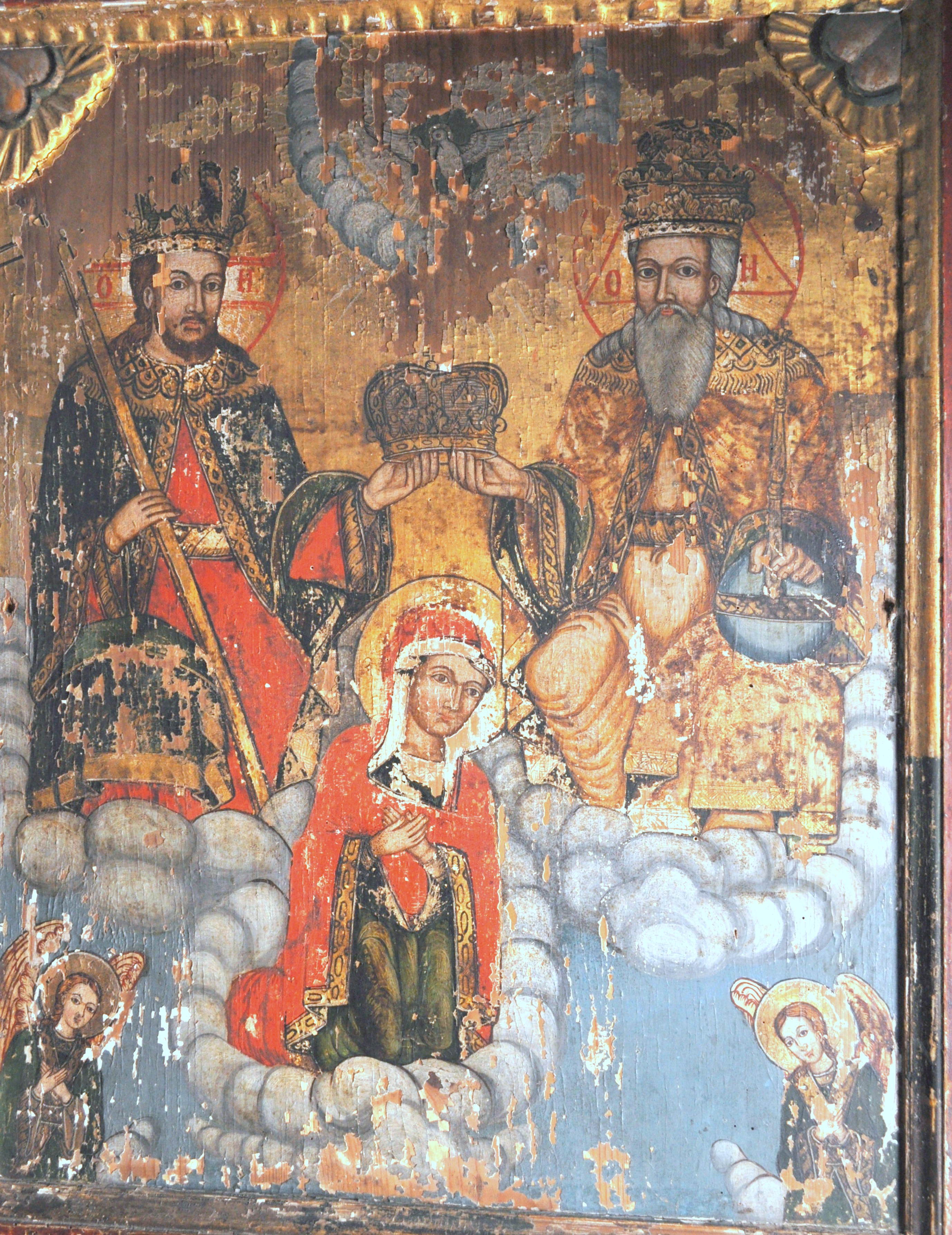
Încoronarea Maicii Domnului, Biserica Sfânta Treime din Sibiel
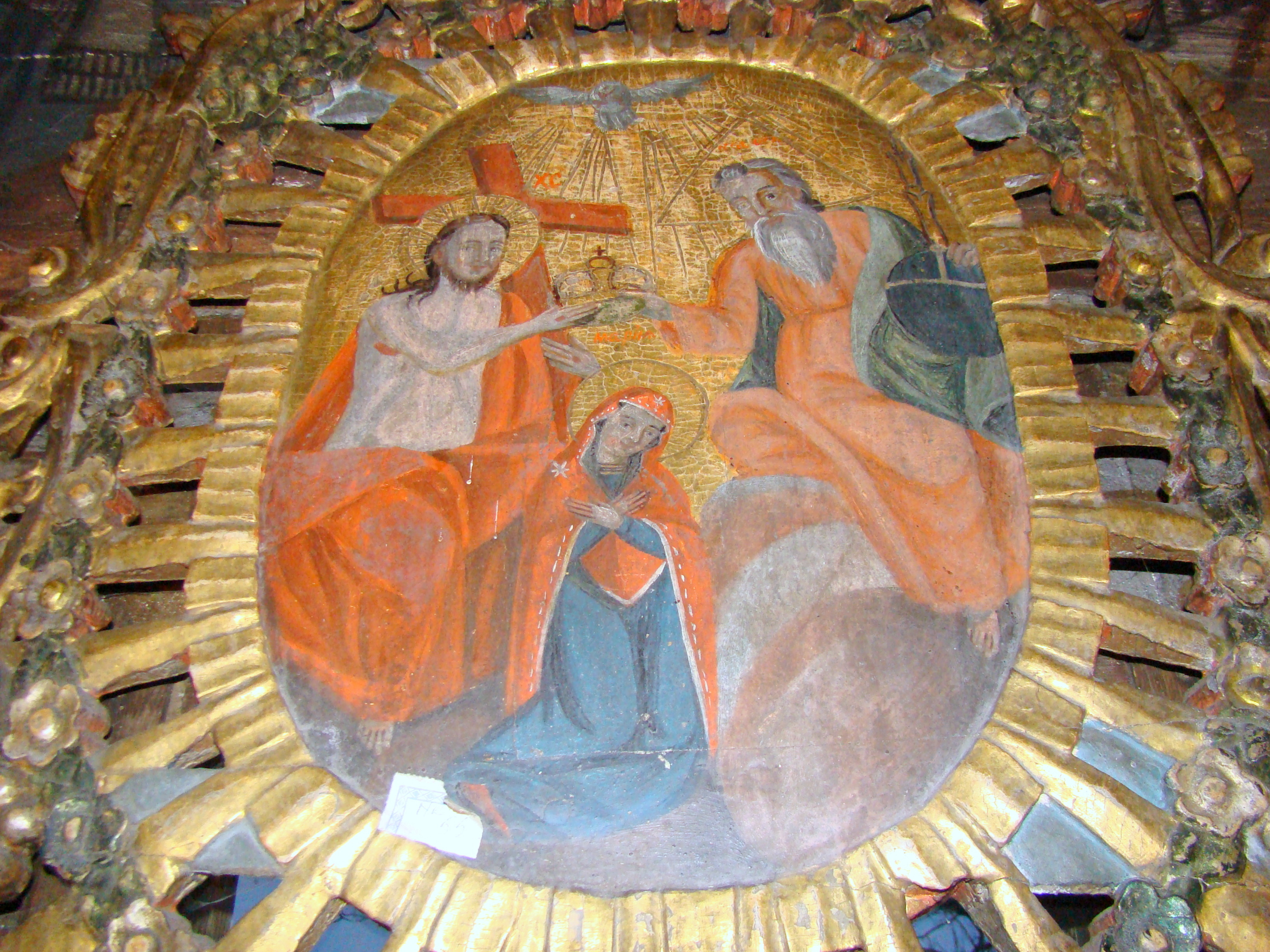
Încoronarea Maicii Domnului, Biserica de lemn din Glod